# Alma Hansson
Alma Hansson, född 1915 i Kävlinge, död 2003, var en svensk målare.
Hansson var som konstnär autodidakt. Hon utsågs till Landskrona kommuns kulturstipendiat 1977. Hon målade äldre miljöer av idyllisk karaktär, religiösa motiv samt stilleben i olja eller gouache i en naivistisk stil. Hansson är representerad vid Helsingborgs museum, Landskrona museum, Malmö läns landsting, Kristianstads läns landsting och Ängelholms kommun.